# Microdon corbiculipes
Microdon corbiculipes är en tvåvingeart som först beskrevs av Nelson Papavero 1962.  Microdon corbiculipes ingår i släktet myrblomflugor, och familjen blomflugor. Inga underarter finns listade i Catalogue of Life.